# Zaleszczotki
Zaleszczotki (Pseudoscorpiones) – rząd drapieżnych pajęczaków, obejmujący zwierzęta bardzo małe (przeważnie od 2 do 8 mm długości), zamieszkujące przede wszystkim strefy tropikalne, ale spotykane też w innych strefach klimatycznych. 
Zaleszczotki są najbliżej spokrewnione z solfugami, wraz z którymi tworzą klad Apatellata. W zapisie kopalnym zaleszczotki występują od środkowego dewonu, ok. 390 mln lat (Dracochela gilboa ze Stanów Zjednoczonych). Przedstawiciele kladu nowoczesnych zaleszczotków (grupy koronowej, nazywanej niekiedy Chelonethi) znani są od ok. 100 mln lat.
Żyją pod kamieniami, w ściółce, w strefie odpływu, w starych ulach oraz w starych księgozbiorach. Wyglądem przypominają skorpiony pozbawione zaodwłoka. Głaszczki zaleszczotków mają złożoną budowę - są dwuczłonowe, zakończone szczypcami. Na ruchomym członie szczypiec występują gruczoły przednie, a na brzegach członu ruchomego i nieruchomego występują grzebieniaste struktury służące do oczyszczania otworu gębowego. Nogogłaszczki są bardzo duże, z ujściem gruczołów jadowych. Odnóża kroczne zaopatrzone w podwójne pazurki i przylgi. Opistosoma jest szersza niż prosoma, złożona z 12 segmentów. Prosoma – jednolita. 
Larwy rozwijają się w błoniastych woreczkach; mają narządy ssące, którymi wysysają płyn odżywczy wydzielany do woreczków przez jajniki. Rząd dość liczny, wyróżnia się około 2500 gatunków (i niemal 50 kopalnych), w tym w Europie około 450, a w Polsce 38. Jednym z najbardziej znanych przedstawicieli jest zaleszczotek książkowy.

## Systematyka
Zaleszczotki dzieli się na 2 podrzędy i 26 rodzin, spośród których 16 znanych jest z materiałów kopalnych:
- Podrząd: Epiocheirata
  - Nadrodzina: Chthonioidea
    - Rodzina: Chthoniidae
    - Rodzina: Pseudotyrannochtoniidae
    - Rodzina: Lechytiidae
    - Rodzina: Tridenchthoniidae

  - Nadrodzina: Feaelloidea
    - Rodzina: Feaellidae
    - Rodzina: Pseudogarypidae
- Podrząd: Iocheirata
  - Nadrodzina: Neobisioidea
    - Rodzina: Bochicidae
    - Rodzina: Gymnobisiidae
    - Rodzina: Hyidae
    - Rodzina: Ideoroncidae
    - Rodzina: Neobisiidae
    - Rodzina: Parahyidae
    - Rodzina: Syarinidae

  - Klad: Mestommatina
    - Rodzina: Garypinidae
    - Nadrodzina: Garypoidea
      - Rodzina: Cheiridiidae
      - Rodzina: Garypidae
      - Rodzina: Geogarypidae
      - Rodzina: Larcidae
      - Rodzina: Pseudochiridiidae

    - Nadrodzina: Olpioidea
      - Rodzina: Menthidae
      - Rodzina: Olpiidae

  - Klad: Elassomatina
    - Rodzina: Sternophoridae
    - Nadrodzina: Cheliferoidea
      - Rodzina: Atemnidae
      - Rodzina: Cheliferidae
      - Rodzina: Chernetidae
      - Rodzina: Withiidae